# André Devaux (Leichtathlet)

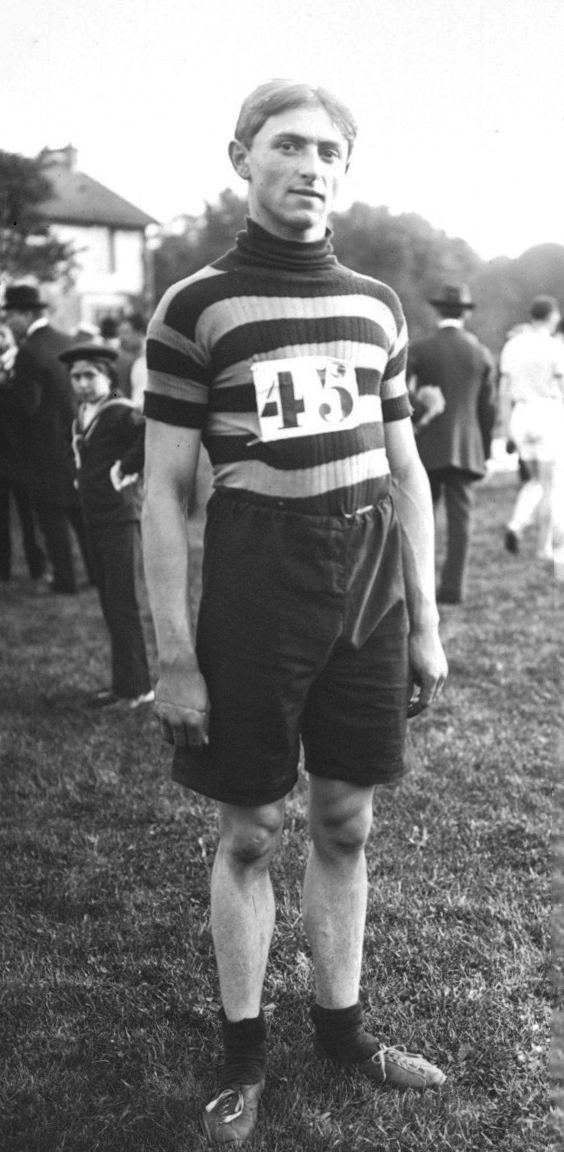
André Devaux, 1913.

André Émile Devaux (* 4. August 1894 in Laon; † 28. Februar 1981 in Chaumont) war ein französischer Sprinter, der sich auf den 400-Meter-Lauf spezialisiert hatte. 
1914 wurde er nationaler Meister. Bei den Olympischen Spielen 1920 in Antwerpen gewann er mit der französischen Mannschaft Bronze in der 4-mal-400-Meter-Staffel.